# Pont de la Rivière de l’Est

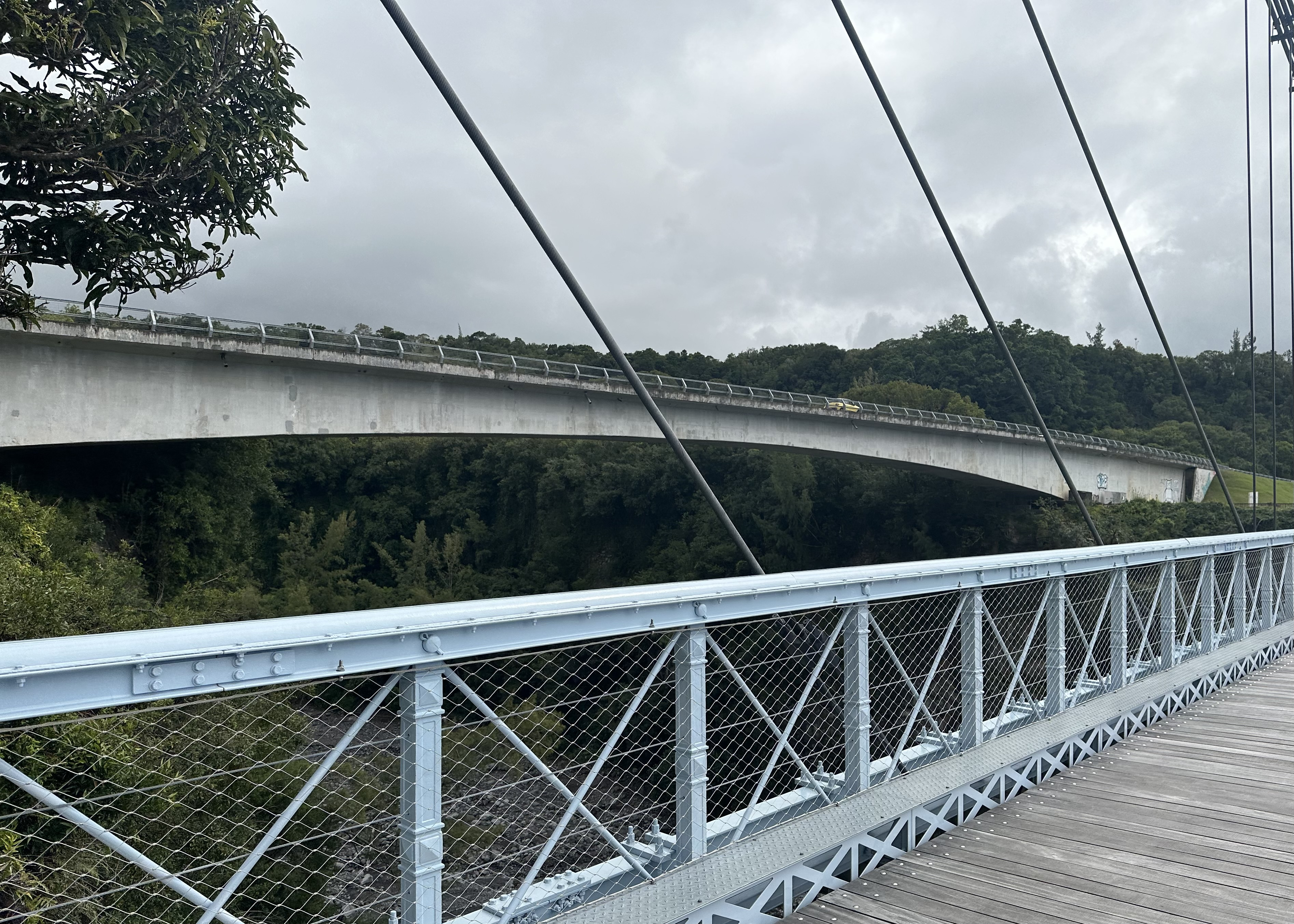
Blick von der benachbarten Brücke auf die Pont de la Rivière de l’Est, 2024

Die Pont de la Rivière de l’Est ist eine Brücke auf der im Indischen Ozean gelegenen französischen Insel Réunion.

## Lage
Die Brücke befindet sich nahe der Ostküste der Insel und überbrückt den Rivière de l’Est. Über die Brücke wird die Route nationale 2, ein Teil der Ringstraße um die Insel, geführt. Die Küste liegt etwa 3,1 Kilometer östlich der Brücke. Der südöstliche Teil der Brücke gehört zur Gemeinde Sainte-Rose, der nordwestliche zur Gemeinde Saint-Benoît. Wenige Meter nordöstlich liegt die ältere Hängebrücke über den Rivière de l’Est.

## Architektur und Geschichte
Die Brücke entstand 1978/1979 als Ersatz für die benachbarte, 1894 errichtete Hängebrücke, die den verstärkten Verkehrsanforderungen nicht mehr gewachsen gewesen war. Die Spannbetonbrücke mit einem gevouteten Hohlkasten hat eine Gesamtlänge von 209 Metern, wobei ihre Spannweite 135 Meter beträgt. Sie steht etwa 40 Meter über dem Talgrund. Die Planung erfolgte durch das staatliche Planungsbüro Service d’études techniques des routes et autoroutes (SETRA), der Bau durch das Unternehmen Dodin.